# Temelucha quintilis
Temelucha quintilis är en stekelart som först beskrevs av Henry Lorenz Viereck 1905.  Temelucha quintilis ingår i släktet Temelucha och familjen brokparasitsteklar. Inga underarter finns listade i Catalogue of Life.